# Mollie Gillen
Kathleen Mollie Gillen geb. Woolnough (* 1. November 1908 in Sydney; † 3. Januar 2009 in Toronto) war eine australische Historikerin und Schriftstellerin. Ihr bedeutendstes Werk ist ein mehrbändiges Sammelwerk über die europäisch-stämmigen Personen, die am 28. Januar 1788 mit der First Fleet nach Australien kamen.

## Frühes Leben
Mollie Gillen war die Tochter von R. E. Woolnough, ein Arzt, und Bertha Grace, geborene Youdale. Im Alter von 10 Jahren starben ihre Eltern und sie wuchs bei ihren Großeltern auf. 1930 schloss sie ihr Studium an der Sydney University mit dem Bachelor of Arts erfolgreich ab.
Als sie in den 1930er Jahren in London arbeitete, lernte sie ihren späteren Mann kennen, einen Kanadier. Nach dem Ende des Zweiten Weltkriegs ging sie mit ihrem Ehemann nach Kanada.
Ihre schriftstellerische Karriere begann in den 1950er Jahren. Sie schrieb für mehrere Magazine und verfasste Kurzgeschichten. Ihr erster Roman Star of Death wurde im Jahr 1960 in Großbritannien publiziert.
In Kanada verfasste sie, neben ihren historischen Themen über Australien, auch Literatur über das Leben und Liebesleben des britischen Adels, die Ermordung des britischen Premierministers Spencer Perceval, die Massey-Ferguson-Industriellenfamilie und die kanadische Schriftstellerin Lucy Maud Montgomery.

## Hauptwerk
Die Veröffentlichung ihres mehrbändigen Hauptwerks The Founders of Australia: A Biographical Dictionary of the First Fleet im Jahr 1989, das sich mit den Lebensläufen der 753 Sträflinge befasst, weckte das Interesse der Australier für ihre Familiengeschichte. Dies machte ihnen auch bewusst, dass ihre Herkunft im Wesentlichen von den damals ankommenden Sträflingen bestimmt ist.

## Ehrungen
1965 wurde sie für ihre dreiteilige Studie über die britisch-kanadische Massey-Ferguson-Industriellenfamilie mit der President’s Medal of the University of Western Ontario geehrt.
Für ihr gesamtes Werk wurde sie von der University Sydney am 13. April 1995 mit der Ehrendoktorwürde ausgezeichnet.
Ferner wurde ihr am 26. Januar 1995 der Order of Australia verliehen.

## Werk
- Star of Death (1960)
- The Masseys: Founding Family (1965)
- The Prince and His Lady (1970)
- The Wheel of Things: A Biography of L.M. Montgomery (1975)
- Royal Duke: Augustus Frederick, Duke of Sussex (1773–1843) (1976)
- The search for John Small, First Fleeter (1985)
- The Founders of Australia: A Biographical Dictionary of the First Fleet (1989)